# 故事
故事（こじ）とは、大昔にあった物や出来事。また、遠い過去から今に伝わる、由緒ある事柄。特に中国の古典に書かれている逸話のうち、今日でも「故事成語」や「故事成句」として日常の会話や文章で繁用されるものをいう。
故事成語／故事成句（こじ せいご／こじ せいく）とは、故事をその語源とする一群の慣用語句の総称。本来の中国語ではただ「成語」というが、日本では故事を語源とするものをその他の熟語や慣用句と区別するために、このような呼び方となった。ものごとのいわれ（由来）や、たとえ（比喩）、おもい（観念）、いましめ（標語）など、面と向かっては言い難いことを婉曲に示唆したり、複雑な内容を端的に表したりする際に便利な語句で、中には日本語の単語として完全に同化したもの（「完璧」「矛盾」など）や、日本語のことわざとして定着したもの（「井の中の蛙大海を知らず」「虎の威を借る狐」など）も多い。
以下には日本でも繁用される主な故事成語を五十音順にあげた。

## あ行

### 圧巻
古代中国で行われた官吏登用試験の科挙で、もっとも成績の良かった者の答案（巻）を圧するように常に一番上に置いたことから、書物の中で一番優れた詩文を圧巻と呼ぶようになり、書物以外にも用いられるようになった。

### 井の中の蛙
『荘子』の「外篇　秋水」の故事。
井戸の中にいる蛙は、自分が一番大きな生き物だと思っていた。しかし、それを海亀が覗き込む。その体は蛙より何倍も大きく、彼は蛙に「こんな狭いところで何をしているのか？」と不思議そうに訊ねた。蛙はそれが聞き捨てならず、海亀にここの住み心地のよさを教え、彼に井戸に入るよう勧めるが、海亀は狭すぎて入れたものじゃないと答える。続けて海亀が自分が住んでいる海の広さを語ると、蛙は驚いた。
これはある儒者が、荘子の教えを聞いてからは自分の考えが世に通用しないのを憂い、友人に相談を持ちかけたところ、その才のある友人が窘めたたとえ話である。つまり、この男はその儒者に「まだまだ考え方が狭い。だから、もっと広い視野で学問を見よ」と暗示したのである。
このことから、見識が狭いこと、またそのような人を井蛙、井蛙の見などと呼ぶようになり、日本では井の中の蛙大海を知らずということわざで知られるようになった。また、ここに「されど空の深さ（青さ）を知る」と付け加えることで、「狭い世界で自分の道を突き詰めたからこそ、その世界の深いところまで知ることができた」のような意味合いで語られることもある。

### 烏合の衆
ただ寄り合っただけで秩序や統制が何もなく、役に立たない群衆や軍勢のこと。烏（カラス）の群れは数は多くても常にばらばらでまとまりがなく、一度脅すだけで散り散りになってしまうことから。新末後漢初の動乱時、光武帝の功臣で後漢創業の立役者の一人となった邳彤が敵対する王郎の勢力をこう評した故事にちなむ。ただし、同じ頃に同じく光武帝の功臣で後漢創業の立役者の一人となった耿弇がやはり王郎の勢力を同じように言い表すくだりがあり、文献の上ではこちらの方がこの成句の初出となる。

### 塩車の憾み
「塩車の憾（えんしゃのうらみ）」「驥（き）塩車に服す」あるいは「驥服塩車」は、才能のあるものが見出されず世に埋もれている状態のたとえ。

## か行

### 臥薪嘗胆
（かたきを討とうとして）苦心・苦労を重ねること。

### 画竜点睛
南朝の梁の武帝は、仏教を厚く信仰しており、たくさんの寺を建てて、寺の装飾画は張僧繇という画家に描かせていた。張は都の金陵の安楽寺に4匹の龍を描いた。しかし、それらどの龍にも瞳が描かれておらず、聞くと張は、瞳を描くと龍が絵を飛び出ていってしまうという。人々はそれを信用せず、試してみるよう頼んだ。張は2匹の龍だけに瞳を描き入れた。すると、外では雷雲立ちこめ、雷鳴響き、雷で寺の壁が壊され、瞳を描き入れた2匹の龍が絵から飛びさっていった。人々は驚き、張の画力に感服した。残った瞳のない2匹の龍は今も安楽寺に描かれたままである。

このことから画竜点睛は最後の仕上げの重要さ、あるいはそれに値する物事を指す。しばしば画竜点睛を欠くと使われ、最後の仕上げがない、最後の詰めを欠くという意味である。睛は「ひとみ」、晴とは別の字である。

### 疑心暗鬼を生ず
ある山里に住む木樵は自慢の斧を持っていた。だが、ある日、その斧を無くしてしまう。そんなとき彼はふと、この前の出来事を思い出した。隣の息子がその斧を見て自分も欲しいようなことを言っていた気がする。そこで、彼はその子供のことが気になり近寄ってみると、偶然にもその子供は急用を思い出したと言って逃げ出してしまった。彼はますます怪しくなり、何とか白状させてやりたいと思ったが、その時また何かを思い出してハッとする。実は、その斧は、荷物が多かったために自分で山中に置いてきたのである。そして、山中を探してみると案の定、斧はそのまま置き去りにされていたのだった。
これは列子に記載されている一種のたとえ話で、このことから「自分が疑いの心を持つと、誰に対してでも疑わしく思えてしまうこと」という意味になった。また、この教訓を逆説的に捉えたものとして、「七遍温ねて人を疑え」（7回自分を思い返してから人を疑え。つまり、人を疑う前に自分の事柄からよく探せという意味）ということわざがある。

### 杞憂
杞の国に、天地が崩れ堕ちて身の置き場が無くなるのではないかと、夜も眠れぬほど心配した人がいた。このことから、無駄な心配、取り越し苦労のことを指して杞憂という。

### 漁夫の利
ふたつの勢力がひとつの事柄について争っている間に、第三者が利益を得てしまうこと。「鷸蚌（いつぼう）の争い」ともいう。中国の戦国時代、趙は燕を攻めようとしていた。それを察知した燕の蘇代は趙に向かい、趙の王である恵文王に次のような話をした。「蚌（はまぐり）が殻を開けて日向ぼっこをしていると、鷸（しぎ）がやってきてその身を啄もうとしました。蚌は咄嗟に殻を閉じて、鷸の嘴を挟みました。鷸は『このまま今日も明日も雨が降らなければ、死んだ蚌があるだろう』と言い、蚌は『今日も明日もこのままならば、死んだ鷸があるだろう』と言う。そうして争っている間に、両者とも漁夫（漁師）に捕まってしまいました。趙と燕（鷸と蛤）が争っては、強国の秦（漁夫）に両方とも滅ぼされる機会を作るだけです」これを聞いた恵文王は燕を攻めるのを止めた、という故事が元となっている。

### 蛍雪の功
一途に学問に励む事を褒め称えること。
東晋の時代の車胤は、家が貧乏で灯す油が買えなかったために蛍の光で勉強していた。同様に、同じ頃の孫康は、夜には窓の外に積もった雪に反射する月の光で勉強していた。そして、この二人はその重ねた学問により、長じて朝廷の高官に出世している。

### 五十歩百歩
世は戦国時代、魏の恵王は、孟子に尋ねた。
「わたしは、常日頃から民百姓を大事にしているつもりだ。だが、他国の民が魏を慕って流入してきた様子がない。これはどういうことなのか？」
孟子は言った。
「まず、王に尋ねます。戦場で2人が怖くなって逃げ出しました。ある者は100歩逃げて踏みとどまり、ある者は50歩で踏みとどまったとします。そこで50歩逃げた者が、100歩逃げた者を臆病者と言って笑ったとします。王はどう思われますか」
「それはおかしい。逃げたことには違いないではないか」
「そのとおり」、と孟子は言う。そして魏王の政策も他国と比べて五十歩百歩なのだと指摘し、孟子の勧める王道を唱えていく。
つまり、大差のないこと。

## さ行

### 塞翁が馬
国境の近くにあった塞（とりで）の近くに住んでいた翁（老人）は、何よりも自分の馬をかわいがっていた。その馬は、周りからも評判が立つほどの駿馬だったが、ある日突然、蜂に刺された拍子に飛び出してしまう。一向に帰ってこない馬の様子に、周りからは翁に同情するほどだったが、翁は「これがきっかけで何かいいことが起こるかも知れない」とだけ言って、我慢強く待ち続けた。すると、どうだろうか。しばらくして、その馬が別の白い馬を連れ帰ってきたのだ。しかも、その白馬も負けず劣らずの優駿で、周りの者は口々に何と幸運なことかと囃し立てたが、翁は「これがきっかけで、別の悪いことが起こるかもしれない」と自分を戒め、決して喜ばなかった。
それから、かわいがっていた息子がその白馬から落ちて、片足を挫いてしまった。周りはまた同じように慰めの言葉を掛けたが、翁はまた同様に「いいことの前兆かも知れない」と告げる。それからしばらくして、隣国との戦争が勃発した。若い男は皆、戦争に駆り出されて戦死した。しかし息子は怪我していたため、徴兵されず命拾いした。そして、戦争も終わり、翁は息子たちと一緒に末永く幸せに暮らしたという
。
このことから、人間、良いこともあれば悪いこともあるというたとえとなり、だから、あまり不幸にくよくよするな、とか幸せに浮かれるなという教訓として生かされる言葉になり、人間万事塞翁が馬などと使われる。

### 先んずれば将ち人を制す
秦朝末期、各地で起きた反乱は鎮圧されるどころか増大していた。ここで会稽の県令殷通は「先んずれば将ち人を制す（他の人より先に事を始めれば、その主導権を握れるだろう）」と、反乱軍が押し寄せる前に事を起こす決意をしたことに因む。ちなみにこの後殷通は、一緒に反乱を起こそうと誘った会稽の実力者項梁に殺害された。

### 守株
ある男が農作業に勤しんでいると、目の前を跳ねていた兎が切り株に当たってそのまま死んだ。彼は喜んで、思わぬ獲物を家族に見せると、家族は「高く売れる」と皆声を揃えて喜んだ。すると、男は明日からは木を伐ってこつこつと稼ぐのはやめにして、兎を待って一攫千金を稼ぐことを策略する。そして、ありとあらゆる木を切り倒して、来る日も来る日も兎が死ぬのを待ちわびた。ところが、そんな偶然など滅多に起こるはずもなく、いつしか男は周りの笑いものにされ、そして自分が耕していた田畑は荒れに荒れてしまい、以前にも増して貧乏になってしまったという。
このことから、物事はいつもうまく行くものではないという教訓からすなわち古いやり方ばかりで、進歩がない、または、偶然を当て込むような愚かなことをする、という意味となった。今日、日本では株を守りて兎を待つということわざになっている。また童謡の『待ちぼうけ』は、この故事を下敷きにしたものである。

### 城下の盟
『春秋左氏伝』の故事。敵に本拠地近くまで攻め込まれ、その城門の下で屈辱的な降伏条約を結ぶこと。

### 食指が動く
『春秋左氏伝』の故事。
鄭の子公が霊公を訪ねる途中、子公の人差し指が動いたのを同行者が見て「ご馳走にありつける前兆」と言った。「食指」とは人差し指のことである。
このことから、物を欲しがったり興味を持ったりする意味となった。

### 助長
宋の国の男が、自分で植えた苗の成長が遅いので心配になって、毎日畑へ通い世話を続けたが、一向に成長する気配がない。そこで男は苗の成長を助けてあげようと、一つずつ苗の先を上に引っ張った。疲れて家に帰った男はそのことを家族に話した。それを聞いた息子があわてて家を飛び出し、畑へ向かうと、やはり苗の根が土から浮き、弱って枯れてしまっていた。
このことから助長は、物事の生長を助けようとして、余計に害を与えてしまうこと、という意味に使われるようになったが、今日では単に「第三者が物事を助けること」という意味でも使われる。

### 折檻
前漢の成帝時代は王氏による腐敗政治に染まっていて、治安が乱れていた。中でも自らを学者と騙る張禹という男が政治に介入し、丞相の地位をいいことに日々贅の限りを尽くしていた。そんな状況を見かねた臣下の朱雲はある日、意を決して成帝に「自分が国と帝の将来のため、張禹の首を刎ねる」と発言する。しかし、そのことが帝の逆鱗に触れ、彼は打ち首を命じられた。だが、彼は諫死をも覚悟して檻（欄干）にしがみつき、しがみついた檻が折れてしまうほど必死に進言を続けた。この状況を一部始終見通していた側近の辛慶忌はその朱雲の真意に心打たれ、彼が本当に国のことを思ってこのような無礼を蒙ったのだと、涙ながらに陛下に申し立て、同時に彼の罪を赦すよう歎願した。すると、辛のような大人にまでそのような態度を執られては流石の成帝も改心し、善政を尽くすよう決心した。同時に自らへの戒めとして、折れた欄干をそのままにしておくよう部下に伝えたという。
以上の説話から、この話の元々の意味は目上の人に対して、強く諫めることであり、檻とは欄干、手すりのことである。しかし、後に派生して”厳しく叱る"という意味になり、今日では"体罰を交えて懲らしめること”という意味に捉えられるようになった。

### 漱石枕流
孫楚という男は、ある日友人（王済）に相談を持ちかけた。自分は役人だが、俗世間の煩わしさにほとほとうんざりしており、竹林の七賢のような、俗世間を離れた暮らしをしたいと持ちかけ、思わず「石に漱ぎ、流れに枕す」ような暮らしをしたいと告げた。すると友人が笑って、「それを言うなら、石に枕し、流れに漱ぐ（すなわち、石を枕にして、水の流れで口を漱ぐような自然と一体になった暮らしをすること）じゃないか」と突っ込まれる。すると、学問にプライドを持っていた男は思わず、「いや、それで間違っていない。石に漱ぎとは石で歯を磨いて、流れに枕するとは、俗世間の煩わしさも含め、全て水で洗い流すことだ」と言い張った。
そこから、常に意地っ張りなことを漱石枕流、「石に漱ぎ、流れに枕する」というようになった。明治時代の作家、夏目漱石の名前もこの故事に因むといわれている。

## た行

### 他山の石
「名もない山で拾った粗悪な石でも、自分が所有する玉（宝石）を磨くのには役立つ」ということから、他人のとるに足らない言動でも自身の向上の助けとなる事。俗に模範とする意は誤り。

### 断腸の思い
「断腸」とは『世説新語 黜免』の故事に由来。
晋の武将桓温が船で蜀に攻め入れようと三峡を渡った時に、その従者が猿の子供を捕らえて船に乗せた。母猿は泣いて悲しみ、その船を約百里も追って飛び移ったが、悶え苦しみ、死亡。母猿の腹部を切開すると腸がズタズタにちぎれていた。
このことから、非常に辛い思いという意味となった。

### 朝三暮四
非常に猿と戯れるのが好きな男がいた。この男は家族のことも放っておいて、猿を可愛がるものだから、餌の時間になるといつも猿が寄ってくる。ところがそれが原因で、ある日奥方から「猿の餌を減らしてくれないと、子供たちの食べる物までなくなってしまう」と窘められてしまう。困った男は何とか猿たちを籠絡しようとし、一斉に呼びかけた。これからは「朝には木の実を三つ、暮（ばん）には四つしかやれない」と告げるも、猿たちは皆不満顔。それならば「朝は四つ、暮は三つならどうだ」と言うと、合計七つと変わらないにも係わらず猿は皆、納得してしまったのである。
そこから朝三暮四は、人を巧みに言いくるめて騙すこと、また猿の立場から、物事の根本的な違いに気付かない愚かな人を指す言葉となった。

### 轍鮒之急
『荘子』雑篇の「外物」の故事に由来。
荘子が食に困り魏の文侯に援助を求めると、近く年貢が入るからそうすれば大金を貸せると言われた。それに対して荘子は、「自分がここへ来る途中、車輪の跡のくぼみにたまったわずかな水の中で苦しんでいる鮒に『そのうち長江の水で助けてやろう』と言ったら、『水が欲しいのは今だ』と鮒が怒った」という話を聞かせた。
このことから、危険や困難が目の前に迫っている状況を指す言葉となった。

### 虎の威を借る狐
『戦国策』の「楚策」の故事に由来。
虎は多くの動物を求めてそれを食べる。ある時、狐を捕まえた。狐は「君は私を食べてはならない。天は私を百獣の王にしたのだ。私を食べればそれは天の命令に背くということだ。もし信じないのなら私は君の前を歩いてみよう。私を見て逃げない獣はないであろう」といった。そこで虎は狐を放し、狐について行った。すると獣は一行の姿を見て逃げ出したが、それは狐ではなく虎を恐れたためである。しかし当の虎自身は自分を恐れて逃げているとは思わず、狐を恐れて皆逃げているのだと思い、狐の言を信用した。
このことから虎の威を借る狐は、大したこともない者が、権力者などの威光を笠に着て威張ることを指すようになった。

## は行

### 背水の陣
必敗の陣形である。手取川の戦いにおける柴田勝家、淝水の戦いにおける苻堅など歴史上多くの将がこの陣を取って、もしくは取らされて敗れている。ただ、楚漢戦争時に韓信が擬態としてこの陣形を取り、別動隊への注意をそらすことに成功して勝利した。
漢の劉邦に仕えていた韓信は、兵力20万人の趙を約3万の兵で攻略しなければならないという難局に臨んだ。韓信は少ない兵力で勝つために、少ない軍勢を更に川を背にして布陣し、兵法に疎い少数の軍が攻撃してきたように見せかけた。これは兵法通りに趙軍の総攻撃を誘うものであり、空となった城を別動隊が占領し韓信が勝利した。背水の陣を取った漢軍が持ちこたえたのは、しばらく持ちこたえれば自軍が勝利することを知っていたから奮戦できたのである。
ところが通俗ではこの重要な戦略が伝わらず、戦術の定石を敢えて無視し、軍団を逃げ場の無い川の前に布陣させ、兵が逃げ場が無く、陣形の再構築もできないことを悟ることで決死の覚悟で奮戦する為に勝利すると誤解され、あえて自らを窮地に置き、最大限に力を発揮させようとする事を背水の陣と言うようになった。

## ま行

### 明鏡止水
人は流水を鏡にするのではなく、止まっている水を鏡にする。鏡がはっきりとものを映すのは塵垢をとどめていないからであるということから邪念なく澄み切った心境のこと。

## や行

### 病膏肓に入る
晋の景公が病にかかった際、秦の名医・高緩が来ることを知った病気の精が趙同・趙括という2人の童子となり、膏（心臓の下）と肓（横隔膜の上）に逃げ込んだ。高緩は「薬も鍼も届かない部位に病が入ってしまっているので治すことはできない。」といったことから。病気が重く治る見込みがないことの例え。転じて物事に熱中してしまい抜け出せなくなること。

### 羊頭狗肉
肉屋が、店の表には上等な肉である羊の頭を吊るしておきながら、売っていたのは最も下等な犬の肉だったことから、劣るものを優れるもののように装い売りつけることのたとえ。「羊頭を掲げて狗肉を売る」とも。

## ら行

### 李下に冠を正さず
『文選』に収録された「君子行」という詩の一節から。
スモモの樹の下で冠を直そうとすると、実を盗んでいると疑われることから、疚しくなくとも疑惑を招く行為は避けるべきという意味で使われる。

## わ行

### 災い転じて福となす
『史記』の「蘇秦伝」の故事。
災難を逆手に取り、自分に有利になるよう取り計らうこと。中国の戦国時代、斉が隣国の燕に攻め込んで領地を奪ったとき、蘇秦は、燕王に頼まれ、領地の返還を交渉しに斉に赴いた。彼は斉王に対し、燕の太子の夫人が、強大な秦の王の娘であることを指摘して、「今に秦が攻め込んで来る」と脅した上で、「昔から『禍を転じて福とす』という。奪った領地を返してやれば、燕だけでなく、秦も喜ぶ。この両国が斉になびけば、王の威信はますます高まるだろう」と説得すると、斉王はこの策に従った。
など

## 中国以外の故事成語

### 日本
- いざ鎌倉 - 一大事が起こり、駆けつけるべき時。また、全力を尽くして働くべき時[38]。鎌倉時代、大事件が起これば諸国の武士が鎌倉に召集されたことに由来する[38]。
- 急ば回れ - 遠回りでも安全確実な方法を用いた方が結局は得策であるというたとえ[39]。琵琶湖の東岸から西岸の京都に向かう際、船で行くと距離的には近いが、比叡山から吹き下ろしてくる強風で船が煽られて危険も多く、瀬田の唐橋経由の陸上ルートの方が早く、安全で確実とされたことに由来する[40]。
- 一所懸命 - 命がけで物事を行うこと。昔の武士が自らの所領を命がけで守ったことに由来する[41]。
- 弘法も筆の誤り ※「弘法にも筆の誤り」ともいう[42]。
- 勝てば官軍負ければ賊軍 - 正邪は勝敗によって決まるということ。戊辰戦争の際の薩長軍と幕府軍の戦いから生じたことば[43]。
- 外堀を埋める - ある目的を達するために遠まわしの作戦をとること。大坂冬の陣で徳川家康が、城の外堀を埋める条件で豊臣氏と和議を結び、その後内堀まで埋めて大坂城の防御を削減したことから出た語[44]。
- 敵に塩を送る
- 敵本主義 - 目的がほかにあるように見せかけて、本来の目的をねらうやり方。明智光秀の言った「敵は本能寺にあり」のことばから出た語[45]。
- 弁慶の立ち往生 - 進むことも退くこともならず、動きが取れなくなること。衣川の戦いで、武蔵坊弁慶が大長刀を杖にして、橋の上に立ったまま壮烈な戦死を遂げた、という故事による[46]。
- 判官贔屓

### その他の国
- コロンブスの卵
- ダモクレスの剣
- トロイの木馬
- 迷える子羊 - 迷いの多い、弱い人間のたとえ。イエス・キリストの話したたとえ話が元[47]。
- 目から鱗が落ちる